# Арифметико-геометрична прогресія
Арифметико-геометрична прогресія — в математиці, це послідовність, що є результатом покомпонентного множення членів арифметичної та геометричної прогресій. Члени прогресії:
{\displaystyle {\begin{aligned}t_{1}&=A_{1}G_{1}=\color {blue}a\color {green}b\\t_{2}&=A_{2}G_{2}=\color {blue}(a+d)\color {green}br\\t_{3}&=A_{3}G_{3}=\color {blue}(a+2d)\color {green}br^{2}\\&\ \,\vdots \\t_{n}&=A_{n}G_{n}=\color {blue}[a+(n-1)d]\color {green}br^{n-1}\end{aligned}}}

## Сума ряду
Сума перших n членів ряду
{\displaystyle S_{n}=\sum _{k=1}^{n}t_{k}=\sum _{k=1}^{n}\left[a+(k-1)d\right]br^{k-1}=ab+[a+d]br+[a+2d]br^{2}+\cdots +[a+(n-1)d]br^{n-1}.}
З замкнененому вигляді:
{\displaystyle {\begin{aligned}S_{n}&={\frac {ab-(a+nd)\,br^{n}}{1-r}}+dbr{\frac {1-r^{n}}{(1-r)^{2}}}\\&={\frac {A_{1}G_{1}-A_{n+1}G_{n+1}}{1-r}}+dr{\frac {G_{1}-G_{n+1}}{(1-r)^{2}}}.\end{aligned}}}

### Доведення
Обчислимо Sn - r Sn, і використаємо техніку  телескопічних рядів:
{\displaystyle {\begin{aligned}S_{n}-r\cdot S_{n}={}&\left[a+(a+d)r+(a+2d)r^{2}+\cdots +[a+(n-1)d]r^{n-1}\right]\\[5pt]&{}-\left[ar+(a+d)r^{2}+(a+2d)r^{3}+\cdots +[a+(n-1)d]r^{n}\right]\\[5pt]={}&a+d\left(r+r^{2}+\cdots +r^{n-1}\right)-\left[a+(n-1)d\right]r^{n}\\[5pt]={}&a+dr\left(1+r+r^{2}+\cdots +r^{n-1}\right)-\left(a+nd\right)r^{n}\\[5pt]={}&a+{\frac {dr(1-r^{n})}{1-r}}-(a+nd)r^{n},\end{aligned}}}
в передостанній строці використали формулу суми геометричної прогресії.

## Границя
при −1 < r < 1, ряд є збіжним з сумою
{\displaystyle {\begin{aligned}S&=\sum _{k=1}^{\infty }t_{k}=\lim _{n\to \infty }S_{n}\\&={\frac {ab}{1-r}}+{\frac {dbr}{(1-r)^{2}}}\\&={\frac {A_{1}G_{1}}{1-r}}+{\frac {dG_{1}r}{(1-r)^{2}}}.\end{aligned}}}